# بری هنکاک
بری هنکاک (انگلیسی: Barry Hancock; ۳۰ دسامبر ۱۹۳۸ – ۱۰ سپتامبر ۲۰۱۳) بازیکن فوتبال اهل بریتانیا بود.
از باشگاه‌هایی که در آن بازی کرده‌است می‌توان به باشگاه فوتبال کرو آلکساندرا، باشگاه فوتبال پورت ویل، و باشگاه فوتبال استافورد رانجرز اشاره کرد.